# Мик, Сет Юджин
Сет Юджин Мик (англ. Seth Eugene Meek; 1 апреля 1859, Хиксвилл, Огайо — 6 июля 1914, Чикаго, Иллинойс) — американский ихтиолог, специалист по пресноводным рыбам Северной и Центральной Америки. Первый учёный, составивший систематическое описание пресноводной ихтиофауны Мексики. Он учился в Field Museum of Natural History в Чикаго.

## Биография
Сет Мик родился в Хиксвилле, штат Огайо. В 1880-х годах участвовал в экспедициях по юго-востоку США и Центральной Америке. Преподавал биологию и геологию в Арканзасском университете. С 1897 года работал в Музее естественной истории Филда в Чикаго, где занимал должность куратора отдела рыб.

## Научная деятельность
Мик внёс значительный вклад в систематику и биогеографию пресноводных рыб. В 1904 году опубликовал труд The Fresh-Water Fishes of Mexico North of the Isthmus of Tehuantepec, ставший первым обобщающим изданием по ихтиофауне Мексики. Совместно с Самуэлем Хильдебрандом составил описание пресноводных рыб Панамы (The Fresh-Water Fishes of Panama, опубликовано посмертно в 1916 году). Также, он открыл вид цихлазом меека.